# تیازول
تیازول (به انگلیسی: Thiazole) یک ترکیب شیمیایی با شناسه پاب‌کم ۹۲۵۶ است.
تیازول یک حلقه هتروسیکل پنج عضوی حاوی اتم گوگرد و اتم نیتروژن است. به دلیل فعالیت های بیولوژیکی متنوع، مانند آنتی باکتریال، آنتی ویروس و ضد قارچ، به طور گسترده به عنوان یک اسکلت هسته مهم در انواع ترکیبات مهم دارویی استفاده می شود.امروزه برای درمان بسیاری از بیماری ها مورد استفاده قرار می‌گیرد.